# Юрковський Анатолій Вільгельмович
Юрковський Анатолій Вільгельмович (*15 вересня 1929) — народний депутат України 2-го скликання (21.04.1996 р. — 12.05.1998 р.), обраний в Ленінському (м. Севастополь) виборчому окрузі N 045. Кандидат філософських наук.
Українець. Член Комуністичної партії України. Має освіту інженера-механіка і викладача суспільствознавства, на час обрання депутатом ВР — викладач Севастопольського філіалу Київського індустріально-педагогічного коледжу.
Перший заступник голови Центральної ради всеукраїнського союзу радянських офіцерів.
На виборах у Раду 1998 і 2002 року балотувався за київським виборчим округом № 223.